# Chiloschista ramifera
Chiloschista ramifera är en orkidéart som beskrevs av Gunnar Seidenfaden. Chiloschista ramifera ingår i släktet Chiloschista och familjen orkidéer.
Artens utbredningsområde är Thailand. Inga underarter finns listade i Catalogue of Life.